# Taiwanoliprus
Taiwanoliprus is een geslacht van kevers uit de familie bladkevers (Chrysomelidae).
De wetenschappelijke naam van het geslacht werd in 2006 gepubliceerd door Komiya.

## Soorten
- Taiwanoliprus endonis Komiya, 2006
- Taiwanoliprus wenroni Komiya, 2006